# Telok Blangah
Telok Blangah – stacja podziemna Mass Rapid Transit (MRT) na Circle Line w Singapurze.
Na terenie stacji, w szybie windy, znajduje się praca Notes Towards A Museum Of Cooking Pot Bay (Zapiski do Muzeum na Zatoce Cooking Pot - Cooking Pot Bay to tłumaczenie nazwy stacji) autorstwa Michaela Lee. Jest to mapa koncepcyjna zawierająca nawiązania do popkultury, architektury, mitologii, osoby autora i innych.